# 16. rujna
16. rujna (16. 9.) 259. je dan godine po gregorijanskom kalendaru (260. u prijestupnoj godini).
Do kraja godine ima još 106 dana.

## Događaji
- 335. – U Jeruzalemu je posvećena grobna crkva na brdu Golgoti. Današnja sakralna građevina, na koju prava polaže šest kršćanskih vjerskih zajednica, potječe s prijelaza 11. u 12. stoljeće.
- 1810. – Neovisnost Meksika od Španjolske.
- 1829. – U Zadru otvoren prvi javni gradski perivoj - Perivoj kraljice Jelene Madijevke.
- 1859. – U Frankfurtu na Majni osnovano je Njemačko nacionalno udruženje. Društvo je težilo državnom ujedinjenju Njemačke pod pruskim vodstvom.
- 1908. – Osnovan General Motors.
- 1919. – Potpisan mirovni ugovor između sila Antante i Austrije u Saint-Germainu.
- 1953. – U New Yorku je održana premijera prvog filma u cinemascopeu "The Robe" s Richardom Burtonom i Jean Simmons u glavnim ulogama.
- 1963. – Malezija osnovana spajanjem Malajske Federacije, Singapura, Britanskog Sjevernog Bornea i Saravaka.
- 1978. – U potresu koji je pogodio Iran poginulo je 25.000 ljudi.
- 1991. – JNA gađala Otočac. U napadu su ubili 4 osobe i razorili crkvu sv. Trojstva. Hrvatske su snage u blizini Žrnovnice zauzeli vojnu bazu u kojoj su zaplijenili 55 raketa "brod - brod". U Splitu se predala i vojna tiskara, vojarna "Visoko" i komanda garnizona Split. JNA bombardirala radijski odašiljač na otoku Visu. Za isti je dan srpski general Ratko Mladić izdao zapovijed za napad 9. kninskom korpusu za nastavak okupacije teritorija RH.[1]

| - 1638. – Luj XIV., francuski kralj († 1715.) - 1823. – Francis Parkman, spisateljica († 1893.) - 1853. – Albrecht Kossel, njemački liječnik i nobelovac († 1927.) - 1888. – Vladimir Arko, zagrebački poduzetnik († 1945.) - 1893. – Alexander Korda, filmski redatelj († 1956.) - 1893. – Albert Szent-Györgyi, mađarski znanstvenik i nobelovac († 1986.) - 1913. – Krešimir Kovačević, hrvatski muzikolog i leksikograf († 1992.) - 1923. – Lee Kuan Yew, singapurski političar († 2015.) - 1924. – Lauren Bacall, američka glumica († 2014.) - 1927. – Peter Falk, američki glumac († 2011.) - 1937. – Aljaksandar Mjadzvedz, bjeloruski hrvač († 2024.) - 1939. – Marko Kurolt, hrvatski franjevac († 2011.) - 1950. – Mickey Rourke, američki glumac - 1956. – David Copperfield, američki mađioničar - 1962. – Goran Perkovac, hrvatski rukometaš i rukometni trener - 1965. – Igor Mirković, hrvatski televizijski novinar i redatelj - 1969. – Marc Anthony, portorikansko-američki pjevač, glazbenik i glumac - 1970. – Nela Kocsis, hrvatska glumica - 1978. – Suad Fileković, slovenski nogometaš - 1987. – Kyle Lafferty, sjevernoirski nogometaš - 1994. – Aleksandar Mitrović, srbijanski nogometaš - 1994. – Bruno Petković, hrvatski nogometaš | - 304. – Sveta Eufemija, kršćanska svetica (* 289.) - 1682. – Šiško Gundulić, hrvatski pjesnik i dramatik (* oko 1634.) - 1736. – Gabriel Fahrenheit, njemački fizičar (* 1868.) - 1977. – Marc Bolan, rock-pjevač - 1977. – Maria Callas, operna pjevačica (* 1923.) - 1824. – Luj XVIII., francuski kralj - 1993. – Rok Petrovič, slovenski alpski skijaš (* 1966.) - 2010. – Vanča Kljaković, hrvatski redatelj i dramski pisac (* 1930.) - 2018. – Marko Malović, hrvatski katolički svećenik (* 1946.) - 2021. – Dušan Ivković, srbijanski košarkaš i trener (* 1943.) - 2023. – Milo Hrnić, hrvatski pjevač (* 1950.) |

## Blagdani i spomendani
- Dan grada Rovinja
- Dan neovisnosti u Meksiku